# Marguerite Stern
Pour les articles homonymes, voir Stern.
Marguerite Stern née le 24 novembre 1990 à Clermont-Ferrand, est une polémiste et ancienne militante féministe française.
Ancienne Femen, elle est la co-fondatrice du mouvement des collages contre les féminicides.
Critiquée pour ses actions jugées transphobes par une partie des féministes, elle est exclue du mouvement qu'elle a lancé, plusieurs mois après l'avoir déjà quitté. Elle se rapproche progressivement de Dora Moutot, et exprime des positions de plus en plus proches de l'extrême droite.

## Biographie
Fille d'un agent immobilier immigré portugais et d'une agente de laboratoire, Marguerite Stern grandit dans un village en Auvergne. Après son bac littéraire, elle quitte l'Auvergne pour Paris, où elle entame des études d'arts plastiques à Paris-VIII-Saint-Denis, qu'elle ne terminera jamais, puis des études d'architecture à Bruxelles.

### Activisme FEMEN

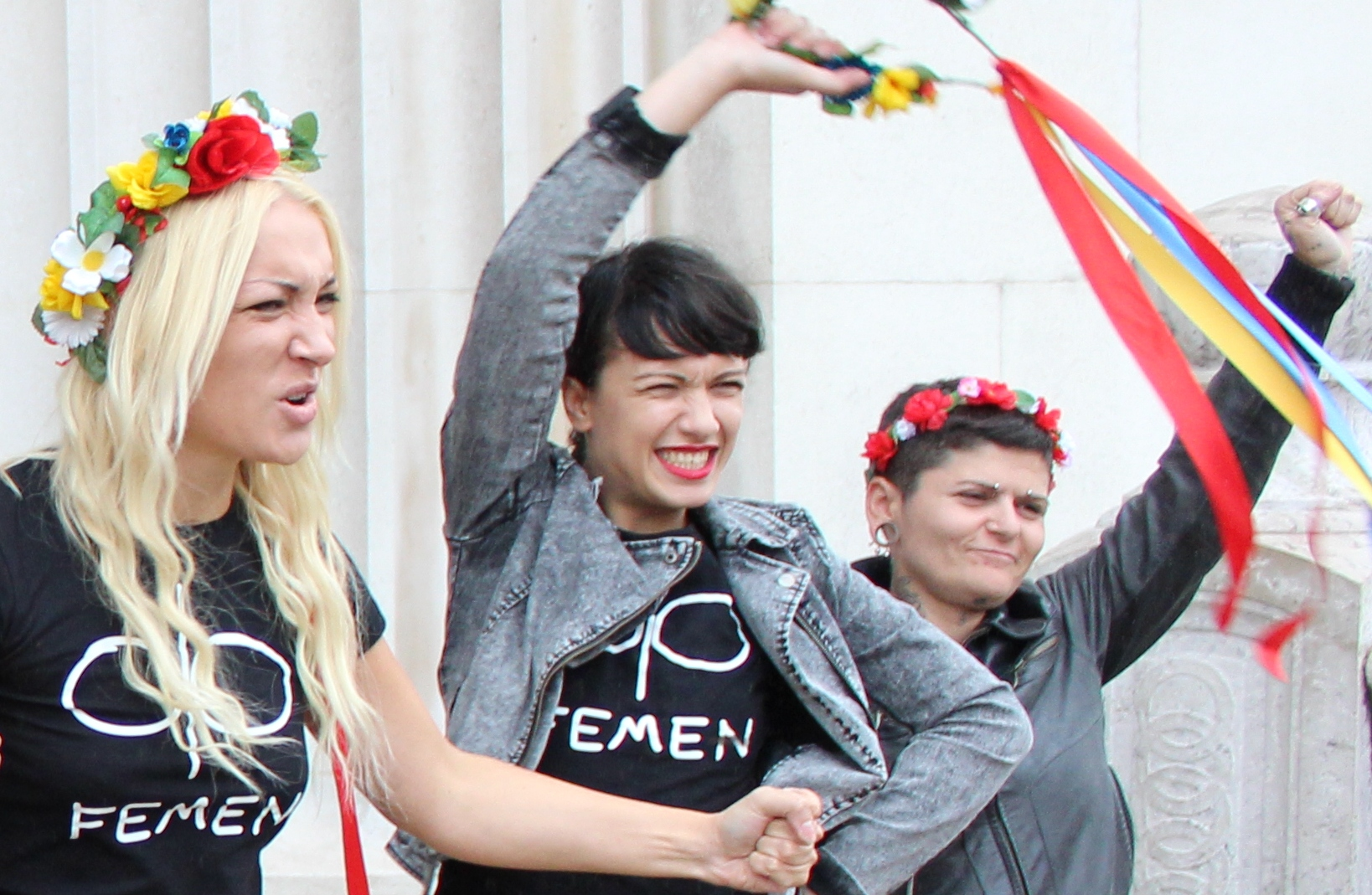
Inna Chevtchenko (à gauche), Marguerite Stern (centre) et une autre militante Femen à la sortie du tribunal de Paris, le 13 septembre 2013, dans le cadre d'une affaire portant sur une action militante à la cathédrale Notre-Dame de Paris.

À son retour à Paris en 2012, Marguerite Stern arrête ses études et commence son engagement féministe au sein des FEMEN,. Fin octobre 2024, elle présente « ses excuses » à l’Église catholique pour ses actions passées lors des manifestations contre l'opposition de l'Église au mariage pour tous et affirme avoir évolué après avoir  « enquêté sur l'idéologie transgenre » et ses « conséquences néfastes ».

#### Manifestation contre le mouvement Civitas
Le 18 novembre 2012, elle participe à une action du mouvement Femen lors d'une manifestation Civitas contre le mariage pour tous et subit des violences de membres du parti politique. Accusée d'injure publique envers les catholiques intégristes, elle est relaxée en 2016.
Il lui est également reproché d'avoir utilisé avec six autres Femen des extincteurs en tant qu'« arme par destination ». Elle obtient alors un premier non lieu en septembre 2021. Elle est de nouveau relaxée des faits le 24 octobre 2024.

#### Prison en Tunisie
Le 29 mai 2013, elle participe en Tunisie avec deux autres activistes à la première action FEMEN dans un pays arabe en soutien à Amina Sboui. Elles sont interpellées et détenues durant un mois à la prison de Manouba. Le 12 juin 2013, elles sont condamnées à 4 mois et un jour de prison ferme pour atteinte aux bonnes mœurs et à la pudeur.

#### Au Maroc contre l'homophobie
Le 2 juin 2015, elle fait partie de la première action de FEMEN au Maroc, devant la tour Hassan à Rabat, où elle embrasse seins nus une autre activiste. Selon un communiqué, cette action a pour but de « célébrer les droits LGBT et dénoncer l’injustice faite à la communauté homosexuelle au Maroc ». Sept heures après l'action, elles sont arrêtées, interrogées durant six heures, puis expulsées du territoire.

### Engagement pour l'accueil des personnes réfugiées
De 2015 à 2016, elle donne des cours de français dans la jungle de Calais.

### Collages contre les féminicides
En février 2019, elle initie en France des collages contre les féminicides sous forme de brefs slogans, notamment à Paris et Marseille. Ses collages sont composés de lettres noires peintes une à une sur des feuilles blanches. Son premier slogan collé est « Depuis que j'ai 13 ans, des hommes commentent mon apparence physique dans la rue »,,.

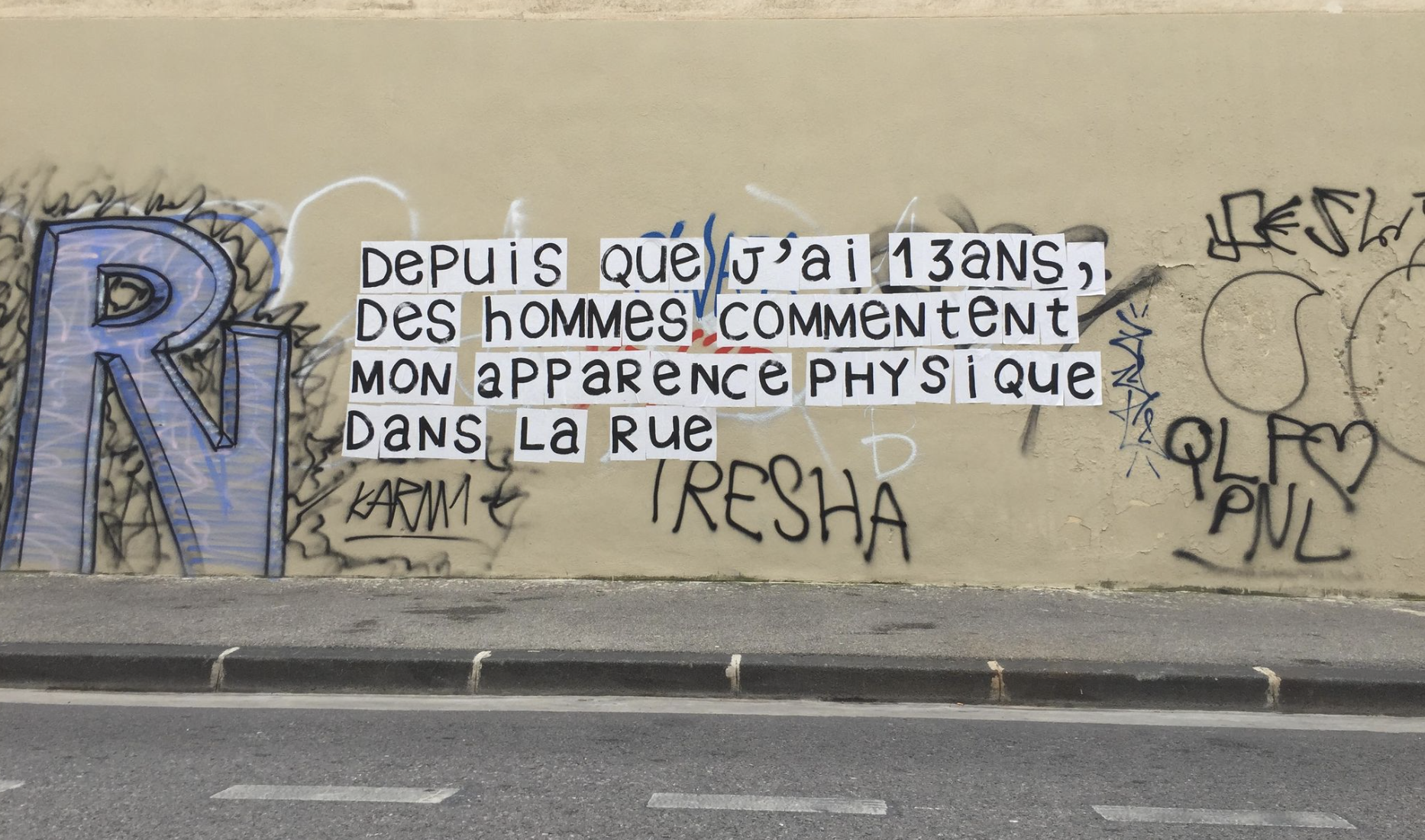
Premier collage utilisant l'esthétique composée de feuilles A4.

Le 30 août 2019, elle initie un collage collectif contre les féminicides. Elle gère le fonctionnement du groupe de Paris et le lancement du mouvement à l'échelle nationale durant un mois, avant de s'en écarter. Elle continue à coller seule.
De par la simplicité du mode d'action et l'augmentation du nombre de féminicides en France, des groupes de collages se forment dans les villes, mais également à l'international. Les médias, en France et à l'étranger, s'intéressent au phénomène. Ces collages affichent des slogans qui ont pour but de sensibiliser et de dénoncer l'inaction des pouvoirs publics à agir efficacement contre les violences faites aux femmes. Les messages rendent hommage aux victimes de féminicides. Ils affichent des phrases courtes qui décrivent les circonstances des meurtres ou qui portent une visée générale.
En juillet 2020, elle ouvre un squat féministe, dans le 12e arrondissement de Paris, « L'amazone », QG pour les collages, et lieu de création pour femmes, à l'exception notable des femmes trans, qu'elle refuse. Il est évacué un mois plus tard.

## Vie privée
Le 20 octobre 2016, au lendemain d'altercations avec des hommes de son quartier, un tir de balle de 9 mm frappe la fenêtre de son appartement marseillais en pleine nuit,.

## Prises de positions et polémiques

### Prises de positions contre le port du voile, la prostitution
Représentant un féminisme « universaliste », par opposition au féminisme « essentialiste », elle déclare notamment que le voile, comme la prostitution, ne relève pas du libre arbitre.

### Prises de positions sur la transidentité, accusations de transphobie et rapprochement vers l'extrême droite
Le 22 janvier 2020, après un collage dans la ville de Montpellier appelant à l'inclusion des femmes trans dans le mouvement féministe avec le slogan « des sisters pas des cisTERF » (jeu de mots construit sur « cis » (cisgenre) et « TERF » signifiant « Trans-exclusionary radical feminist » ou « féministe radicale excluant les personnes trans », et slogan pouvant être traduit par « des alliées, pas des transphobes »), elle prend position contre la place devenue trop importante selon elle du militantisme trans dans le mouvement des collages et au sein du féminisme, via Twitter. Elle y affirme notamment qu'être une femme est une question de biologie et que le militantisme des femmes trans, consistant selon elle à réduire les femmes à un ensemble de stéréotypes patriarcaux tels que le maquillage ou les vêtements, est insultant pour ces dernières. Elle nie la qualité de femmes aux personnes assignées hommes à la naissance, affirmant notamment : « De tout temps, les hommes ont tenté de silencier les femmes en faisant taire leurs révoltes. Aujourd'hui, ils le font de l'intérieur en infiltrant nos luttes ». Elle refuse les appellations telles « personnes à vulve ». Ses positions lui valent d'être considérée comme « TERF » par les féministes intersectionnelles.
À la suite de ces déclarations, le compte Instagram Collages Féminicides Paris se désolidarise de ses propos : « Les discriminations ont toujours été condamnées […]. On est sur l'exclusion d'une partie des femmes de la lutte, la transphobie n'est pas un débat. » Elle est exclue du mouvement qu'elle a co-créé, plusieurs mois après l'avoir déjà quitté,. Elle est l'objet de nombreuses insultes sur les réseaux sociaux, si bien que le collectif réagit et précise refuser toute « rhétorique de mise à mort ».
En février 2020, Marguerite Stern cosigne, aux côtés de Christine Delphy et de Fatiha Agag-Boudjahlat, une tribune rédigée par Pauline Arrighi intitulée « Trans : suffit-il de s'autoproclamer femme pour pouvoir exiger d'être considéré comme telle ? ». Cette tribune, initialement publiée sur le Huffington Post, puis dépubliée par la rédaction qui la qualifie de transphobe, est republiée par Marianne. Le 26 février 2020, plusieurs personnalités et associations signent dans Libération deux tribunes intitulées « Féminisme : le débat sur la place des femmes trans n'a pas lieu d'être » et « À toi ma sœur, mon frère, mon adelphe ». Ces différentes prises de positions cristallisent les dissensions au sein des collages contre les féminicides. Marguerite Stern est harcelée pour ses positions, harcèlement allant jusqu'à des menaces de mort, et entraînant une hospitalisation en psychiatrie pour un trouble anxieux généralisé. De son côté, elle continue les attaques envers les personnes trans sur les réseaux sociaux, allant jusqu'à inventer des troubles[pas clair].
En septembre 2021, sept autrices se retirent d’un salon du livre féministe car elles refusent de participer avec Marguerite Stern et Dora Moutot qu'elles jugent transphobes.
En août 2022, elle cosigne avec Dora Moutot une tribune publiée dans Marianne adressée à Élisabeth Borne, dans laquelle elles s'opposent à une affiche du Planning familial représentant un homme enceint, jugeant qu'« elle reprend un vocabulaire utilisé par les militants transactivistes ». Selon Mediapart, le texte est « très majoritairement relayé par des militant·es, organes de presse ou personnalités d’extrême droite ».
Le site Arrêt sur images rapporte alors que le femellisme, mouvement lancé par Dora Moutot et Marguerite Stern, est rejeté par de nombreuses féministes « pour sa transphobie », mais aussi parce que beaucoup de femmes ne se revendiquent pas comme femelles. Une rhétorique employée par Marguerite Stern. Selon la journaliste, le mouvement adhère à la théorie du complot sur le « financement du lobby trans » et reste proche d'une idéologie ultraconservatrice ou d'extrême droite. Les deux militantes rejettent dans un droit de réponse toute accusation de transphobie et de rapprochement avec l'extrême droite ou le fascisme. Elles précisent que selon elles, le femellisme est avant tout une lutte « contre les oppressions que subissent les femmes en raison de leur sexe ». Libération reproche aux deux militantes des passerelles idéologiques et des obsessions communes avec les militants de La Manif pour tous et l'extrême droite. Pour autant, quelques mois plus tard, Marguerite Stern apporte son soutien à une figure bien connue de l'extrême droite : Julien Rochedy, masculiniste et ancien directeur national du Front national de la jeunesse entre 2012 et 2014. En septembre 2024, elle donne une conférence à l'Institut de sciences sociales économiques et politiques fondé par Marion Maréchal, personnalité politique d'extrême droite.
Dora Moutot et Marguerite Stern sont reçues peu après par les députées LREM Caroline Yadan et Aurore Bergé, ce qui entraîne les protestations de deux autres élus LREM, Pierre Karleskind et Raphaël Gérard, ce dernier dénonçant de la part de Caroline Yadan un « vocabulaire qui fait écho aux discours haineux entendus en Pologne ou en Hongrie ». Peu après cette rencontre, Aurore Bergé dépose un amendement pour interdire aux hommes trans d'avoir accès à l'IVG.
Interrogée en septembre 2022 par Libération, Marguerite Stern se défend d'être transphobe, expliquant : « Je ne suis pas transphobe parce que je dis qu'une femme trans est un homme et je ne combats pas les trans mais l'idéologie trans. De la même manière que je ne suis pas islamophobe parce que je dis que l’islam c’est de la merde, ni antisémite parce que je dis que la religion juive c’est de la merde, ni “communistophobe” parce que je dis que le communisme c’est de la merde ».
En avril 2023, sa venue à Nantes, au colloque annuel organisé par Comité Laïcité République Pays de la Loire au château des ducs de Bretagne, pour une conférence intitulée « Cinq ans après #MeToo, où en est le féminisme ? » est annulée du fait de menaces. Le colloque sera finalement reprogrammé dans une salle du Sénat, et sa venue sera finalement maintenue.
En juillet 2023, Marguerite Stern s'oppose à l'amendement de LFI proposant qu'une femme transgenre puisse être incarcérée dans une prison pour femmes,.

#### Polémique autour du livreTransmania
En avril 2024, la mairie de Paris s'oppose à la promotion sur des panneaux publicitaires d'un livre qu'elle a écrit avec Dora Moutot, Transmania. Selon le premier adjoint, Emmanuel Grégoire, l'ouvrage propage un « discours de haine » envers les personnes transgenres, qui « va à l’encontre des valeurs portées par la Ville de Paris ». Dora Moutot dénonce « un acte de censure » après que JCDecaux retire la publicité,,.
Le 20 avril 2024, SOS Homophobie annonce porter plainte contre Dora Moutot et Marguerite Stern pour leur livre Transmania, l’association dénonçant « la haine contre les personnes trans ».
Une conférence sur le livre à l'université Paris-Panthéon-Assas à l'initiative de la Cocarde étudiante est annoncée pour le lundi 6 mai 2024, provoquant la polémique, des associations étudiantes de gauche et le sénateur communiste de Paris Ian Brossat demandant son annulation. Elle se tient finalement sous protection policière dans un centre annexe, alors qu'une contre-manifestation de 150 personnes se déroule en face.
Elle participe à l'université d'été 2024 du parti d'extrême droite Reconquête dirigé par Éric Zemmour.

### Rejet du féminisme
En juillet 2023, elle exprime son rejet du féminisme en raison des évolutions des luttes féministes qu'elle estime négatives. Elle se définit désormais comme « femelle » et se rapproche du militant masculiniste d'extrême droite Julien Rochedy, dont elle dit partager les positions.

## Œuvres

### Essais
- FEMEN, Manifeste FEMEN, éditions Utopia, 2014  (ISBN 978-2919160174).
- Héroïnes de la rue, Manifeste pour un féminisme de combat, éditions Michel Lafon, 2020[50]  (ISBN 978-2749943961).
- avec Dora Moutot, Transmania, Magnus, 2024[50].

### Podcasts
- Conversations avec Marie, mars 2019
- Héroïnes de la rue, avril 2019[51]
- Le dernier homme, avril 2021
- Écoutez les survivantes, juin 2021
- Ma fortune, mars 2022
- Au peuple des femmes, mai 2022

### Extraits d'ouvrages autobiographiques
- Certaines informations sont issues directement des ouvrages de Marguerite Stern :

1. ↑  Marguerite Stern, « FEMEN », dans Marguerite Stern, Héroïnes de la rue, p. 76.